# Antonio Ghirelli
Antonio Ghirelli (Napoli, 10 maggio 1922 – Roma, 1º aprile 2012) è stato un giornalista, scrittore e saggista italiano.

## Biografia
Attratto dal giornalismo sin da bambino, fu avviato all'attività scrivendo su Il 9 Maggio, il giornale dei Gruppi Universitari Fascisti di Napoli. Iscritto al Partito Comunista Italiano dal 1942, partecipò alla Resistenza italiana e diresse Radio Bologna Libera, un'emittente radio che dipendeva dalla Quinta Armata USA.
A Milano collaborò con L'Unità e Milano Sera. Insieme alla moglie, per un breve periodo lavorò anche come traduttore per Topolino. Fu poi incaricato dal direttore di Paese Sera di curarne la parte sportiva e di collaborare anche per la terza pagina.
Nel Il Pioniere del 1951 dal n. 29 in poi fu pubblicato un suo racconto a puntate disegnato da Veniero Canevari "Ciuffo d'oro" e nel 1957 con il n. 5 fu pubblicato un articolo "Il Balilla del Calcio.
A seguito della rivoluzione ungherese del 1956 lasciò il PCI per aderire al Partito Socialista. Interruppe la collaborazione con Paese Sera e diventò responsabile dell'edizione romana de La Gazzetta dello Sport. Nell'agosto 1959 venne chiamato a dirigere Tuttosport.
Collaborò con varie testate (Sud, Nord e Sud, Il Politecnico) e divenne capo redattore di Repubblica d'Italia. Collaborò in seguito con l'Avanti!, il Corriere della Sera e Il Mondo e fu direttore de Il Globo. Dal 1965 al 1972 diresse il Corriere dello Sport. Nel 1978, subito dopo l'elezione di Sandro Pertini alla Presidenza della Repubblica, divenne capo ufficio stampa del Quirinale.
Si dimise nel 1980 per le polemiche generate dalla diffusione di un comunicato stampa in merito alla richiesta di dimissioni del presidente del Consiglio Francesco Cossiga, che Pertini avrebbe auspicato per un ipotetico favoreggiamento del governo a beneficio del terrorista di Prima Linea Marco Donat-Cattin, figlio del parlamentare democristiano Carlo. In seguito, Ghirelli dichiarò di aver offerto le proprie dimissioni in accordo con Pertini, per tutelare un suo giovane collaboratore che aveva scritto il comunicato in sua vece.
Durante i due governi Craxi (1983-1986) fu capo ufficio stampa della Presidenza del Consiglio dei ministri. Nel 1986 fu nominato direttore del TG2. Dal 1987 al 1989 diresse Avanti! Nel 2008 ha aderito al neo-ricostituito Partito Socialista Italiano.
È morto nel 2012.

## Pubblicazioni
- Storia del calcio in Italia, Einaudi, 1954 , 1967, 1972 , 1990 ( 2 edizione)
- Il comunista innamorato, Ed. Il Fauno, 1968
- Storia di Napoli, Einaudi, 1973 (2ª ed. 1992, 3ª ed. 2007, 4ª ed. 2015).
- Quelle giornate, Guida, 1973.
- Napoli italiana. Storia della città dopo il 1860, Einaudi, 1977.
- Effetto Craxi. Profilo di un nuovo leader, Rusconi, 1981.
- Caro presidente. Due anni con PERTINI, Ed. Rizzoli, 1981.
- Napoli sbagliata. Storia della città tra le due guerre, Edizioni del Delfino, 1985.
- L'eccidio di Fantina, Sellerio, 1986.
- E intanto tu crescevi, Rusconi, 1987.
- I fantasmi del Lirico, Rusconi, 1989.
- Moro tra Nenni e Craxi. Cronaca di un dialogo tra il 1959 e il 1978, FrancoAngeli, 1991.
- Un'altra Napoli, Marsilio Editori, 1993.
- Cent'anni insieme, RAI-ERI, 1993.
- Tre volte campioni del mondo. Tutte le partite degli azzurri dal 1934 al 1990 nel racconto dei più grandi giornalisti, Marsilio Editori, 1994.
- Donna Matilde. La Serao, «a signora» di Napoli, la prima donna che diresse un quotidiano, Marsilio Editori, 1995. Vincitore del Premio Cimitile 1996.
- Napoli dalla guerra a Bassolino (1943-1998), Edizioni Giuridiche Simone, 1998.
- Una bella storia. Italia 1943-1956, Avagliano Editore, 2001.
- Tiranni. Da Hitler a Pol Pot: gli uomini che hanno insanguinato il novecento, Arnoldo Mondadori Editore, 2002.
- Un secolo di risate - Con Eduardo, Totò e gli altri, Avagliano, 2004.
- Democristiani. Storia di una classe politica dagli anni Trenta alla Seconda Repubblica, Mondadori, 2004.
- Prefazione a Mister William Thomas Garbutt, di Biagio Angrisani, La Campanella, 2004
- Aspettando la rivoluzione. Cento anni di sinistra italiana, Mondadori, 2008.
- Una certa idea di Napoli. Storia e carattere di una città (e dei suoi abitanti), Mondadori, 2010.

Ghirelli è inoltre autore della voce Agonismo dell'Enciclopedia Italiana Treccani.

## Programmi radiofonici Rai
- Eroi di carta, Nembo Kid, a cura di Antonio Ghirelli, trasmesso il 5 aprile 1957

## Premi
Nel 2010 gli è stato conferito il Premio Procida-Isola di Arturo-Elsa Morante alla carriera.

1996 - vince il premio Cimitile ( Donna Matilde)